# ديكري (مشروب)
الدَّيْكَري هو كوكتيل مكوناته الرئيسة الرَّم وعصير الحمضيات (عادةً عصير الليمون ) والسكر أو أي مادة تحلية أخرى.
الدَّيكري اسم شاطئ ومنجم تعدين بالقرب من شنت ياقب في كوبة وهي كلمة من أصل تَينوِيّ. من المفترض مهندس تعدين أمريكي يدعى جينينغز كوكس اخترعه، حيث كان في كوب في وقت الحرب الإسبانية الأمريكية . من الممكن أيضًا أن يكون وليَم أ. شَنلر عضو الكونجرس الأمريكي الذي اشترى مناجم الحديد في شنت ياقب في عام 1902 قد قدم الدَّيكري إلى الأندية في نيويورك في ذلك العام.  :168

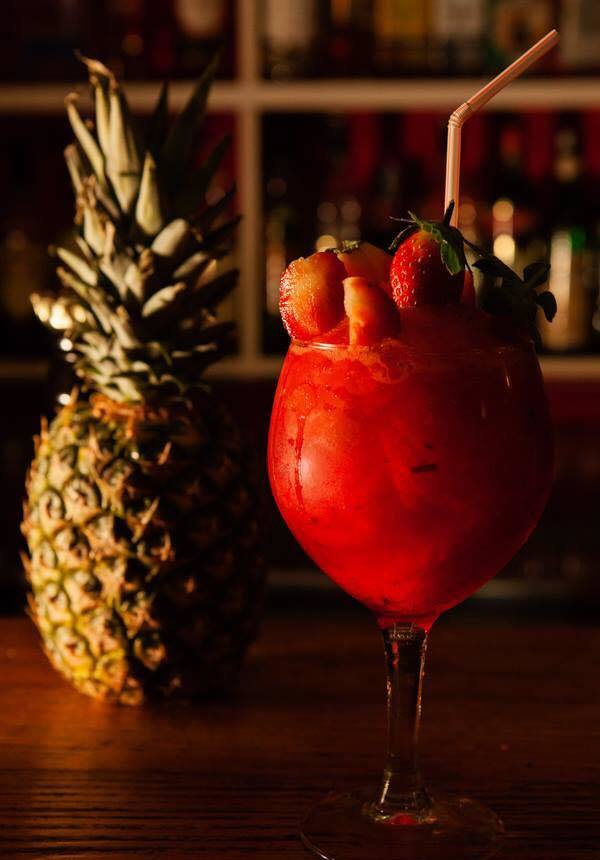
ديكري الفراولة